# Ectecephala coeruleifrons
Ectecephala coeruleifrons är en tvåvingeart som först beskrevs av Frey 1918.  Ectecephala coeruleifrons ingår i släktet Ectecephala och familjen fritflugor. Inga underarter finns listade i Catalogue of Life.